# سفارة ألمانيا في إسبانيا
سفارة ألمانيا في إسبانيا هي أرفع تمثيل دبلوماسي لدولة ألمانيا لدى إسبانيا. تقع السفارة في المغرة (مدريد) وهي تهدف لتعزيز المصالح الألمانية في إسبانيا.

## وصلات خارجية
- الموقع الرسمي
- قائمة سفارات ألمانيا
- قائمة السفارات في إسبانيا